# Adelheid Duvanel
Adelheid Duvanel, nota anche con lo pseudonimo di Judith Januar (Basilea, 23 aprile 1936 – Basilea, 8 luglio 1996), è stata una scrittrice e pittrice svizzera di lingua tedesca.

## Biografia
Adelheid Duvanel era la figlia maggiore di Georg Feigenwinter e di Elisabeth Lichtenhahn. Trascorse l'infanzia e la giovinezza a Pratteln e Liestal e dopo gli studi artistici e un apprendistato da disegnatrice tessile lavorò in un ufficio di sondaggi. Dal 1962 al 1981 fu sposata con il pittore e disegnatore Joseph Edward Duvanel. Come scrittrice Duvanel pubblicò inizialmente i suoi testi sotto lo pseudonimo di Judith Januar sulla Basler Zeitung. Diversi suoi scritti furono invece pubblicati postumi. Duvanel si tolse la vita nella notte tra il 7 e l'8 luglio 1996.

## Stile
La scrittura della Duvanel, in corso di riscoperta, è essenzialmente di prosa. Scrisse soprattutto racconti brevi, segnati da una lingua poetica, che tematizzano le difficoltà esistenziali di individui ai margini della società.

## Opere
- Merkwürdige Geschichten aus Basel. Mit Felix Feigenwinter und Gunild Regine Winter, Mond-Buch, Basel 1978.
- Wände, dünn wie Haut. Gute Schriften, Basel 1979.
- Windgeschichten. Luchterhand, Darmstadt 1980.
- Das Brillenmuseum. Erzählungen, Luchterhand, Darmstadt 1982.
- Anna und ich. Erzählungen, Luchterhand, Darmstadt 1985.
- Das verschwundene Haus. Erzählungen, Luchterhand, Darmstadt 1988.
- Gnadenfrist. Erzählungen. Luchterhand, Frankfurt am Main 1991.
- Die Brieffreundin. Erzählungen, Luchterhand, München 1995.
- Der letzte Frühlingstag. Erzählungen, hrsg. v. Klaus Siblewski. Nachwort von Peter von Matt, Luchterhand, München 1997.
- Beim Hute meiner Mutter. Erzählungen. Nachwort von Peter von Matt, Nagel & Kimche, Zürich 2004.